# Francesco Saverio Apuzzo
Francesco Saverio Apuzzo ( 6 de abril de 1807 em Nápoles – 30 de julho de 1880 em Cápua ) foi Arcebispo de Cápua e Cardeal. Ele assumiu uma postura moderada no Concílio Vaticano I.

## vida
Apuzzo, que foi confirmado aos nove anos , foi ordenado sacerdote em 18 de setembro de 1830 e recebeu seu doutorado em teologia em 1831. Depois disso, ele foi professor de dogmática. A partir de 1842 foi tutor dos príncipes da Sicília em nome do rei Fernando II. Em 1849 mudou-se para a Universidade de Nápoles Federico II, da qual mais tarde se tornou diretor.
Em 19 de janeiro de 1854 Apuzzo pelo Papa Pio IX nomeado bispo titular de Anastasiópolis e bispo auxiliar de Cápua. Recebeu sua consagração episcopal em 12 de maio do mesmo ano pelo Cardeal Giuseppe Cosenza, Arcebispo de Cápua, na catedral de lá. Em 1855, por intercessão de Fernando II, tornou-se arcebispo de Sorrento. Quando as tropas do combatente da liberdade italiano Giuseppe Garibaldi ocuparam a Sicília em 1860, Apuzzo exilou -se em Roma. Em 1862 tornou-se membro da Accademica della Religione Cattolicae participou do Concílio Vaticano I em 1869-1870. Ele não era um defensor absoluto da infalibilidade papal, mas não votou contra ela no concílio. Em novembro de 1871, o Papa Pio IX o nomeou ao Arcebispo de Cápua. Isso encerrou uma vaga de oito anos em Cápua. No consistório de 12 de março de 1877, ele recebeu Apuzzo no Colégio dos Cardeais e logo depois o nomeou Cardeal Sacerdote de Sant'Onofrio ,
Cardeal Francesco Saverio Apuzzo foi um dos eleitores de Leão XIII em 1878. e morreu dois anos depois, em Cápua, aos 73 anos. Seu túmulo está na catedral de lá.

## Link Externo
- Sylwetka w słowniku biograficznym kardynałów Salvadora Mirandy {{{2}}}
- Catholic-Hierarchy {{{2}}}